# Gaston Amson
Gaston Marcel Amson, né le 17 novembre 1883 à Paris 10e, et mort le 16 juillet 1960 à Paris 16e, est un escrimeur français, ayant pour armes l'épée et le fleuret.

## Biographie
Gaston Amson est sacré deux fois vice-champion olympique d'escrime, dans l'épreuve de fleuret par équipes aux Jeux olympiques d'été de 1920 à Anvers et en épée par équipes lors des Jeux olympiques d'été de 1928 à Amsterdam. Il remporte aussi la médaille de bronze olympique en épée par équipes en 1920. Considéré comme le meilleur épéiste français de l'après-guerre, il remporte à quatre reprises, en individuel, le titre de Champion des Champions, équivalent des championnats de France, ainsi qu'en 1919 le Championnat de la Victoire, équivalent du championnat du monde.